# Röti
Die Röti ist mit einer Höhe von 1395,2 m ü. M. der höchste Punkt im Weissensteinzug innerhalb der Jura-Kette zwischen dem Weissensteinpass und dem Balmberg. Der hervorragende Aussichtspunkt ist ein beliebtes Wanderziel in der Schweiz. Die Röti ist zu Fuss vom Weissensteinpass aus leicht erreichbar, vom Balmberg aus ist der Weg steiler.
Von der Röti aus hat man einen weiten Blick ins Mittelland und in die Alpen im Süden. An klaren Tagen sieht man vom Mont Blanc im Westen bis zum Säntis im Osten. Im Norden blickt man ins Thal und auf den Passwang sowie bei guter Fernsicht auch zu den Vogesen und zum Schwarzwald.
Röthifluh ist eine frühere Bezeichnung.

## Geschichte
1795 verwendete Oberst Johann Baptist Altermatt aus Solothurn die Röti als Triangulationspunkt für seine Solothurner Karte. Das Bundesamt für Landestopographie hat dies beibehalten. 1912 wurden hier ein Betonpfeiler und eine metallene Pyramide aufgestellt; 1987 und 2002 wurde der installierte Festpunkt jeweils ersetzt.
1945 errichtete der Schweizerische Katholische Jungmannschaftsverband auf der Röti ein Friedenskreuz. Nachdem dieses durch den Sturm Lothar im Dezember 1999 zu Fall gebracht wurde, wurde es im darauffolgenden Jahr von der Interessengemeinschaft «Pro Weissenstein» neu errichtet.

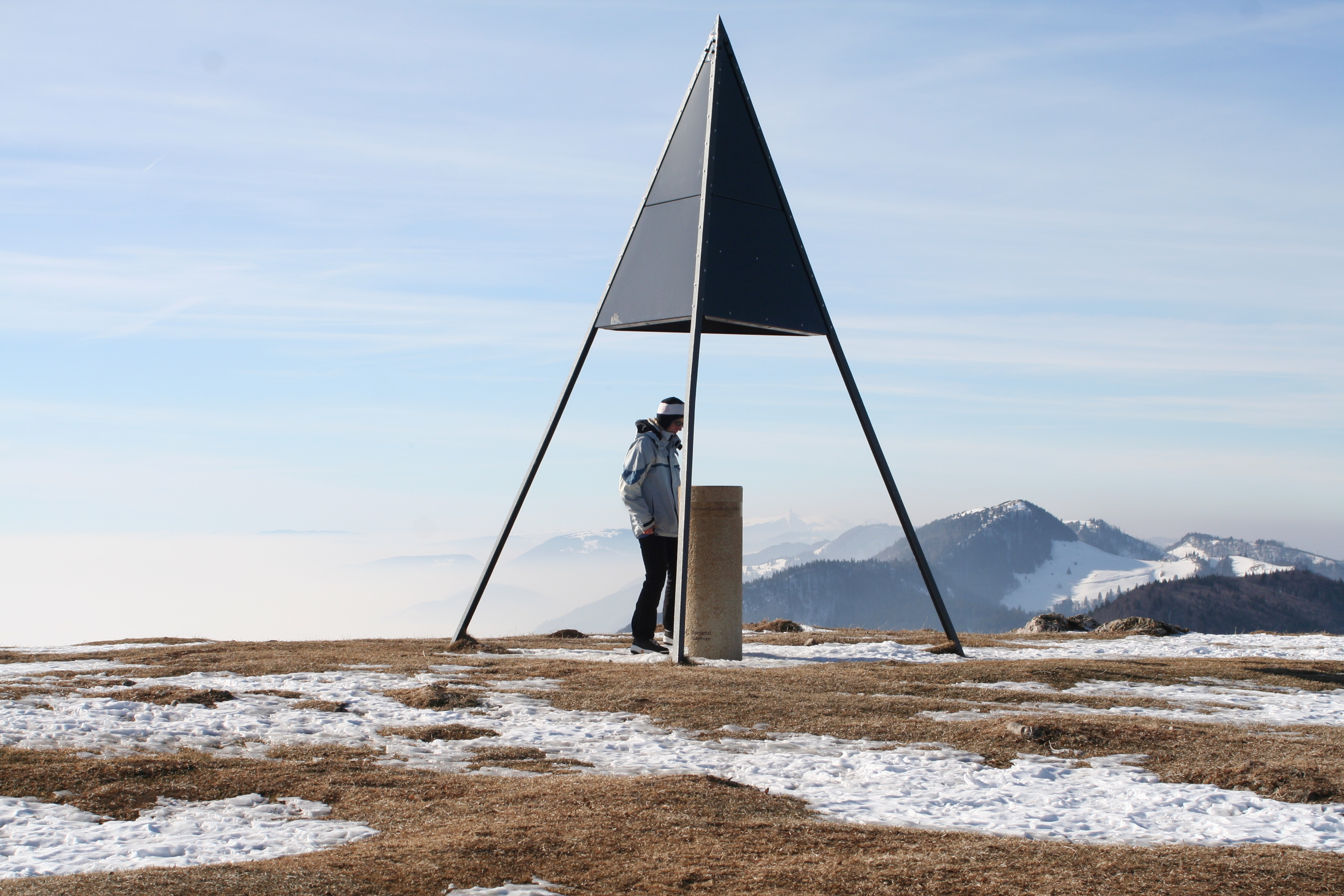
Der Triangulationspunkt auf der Röti
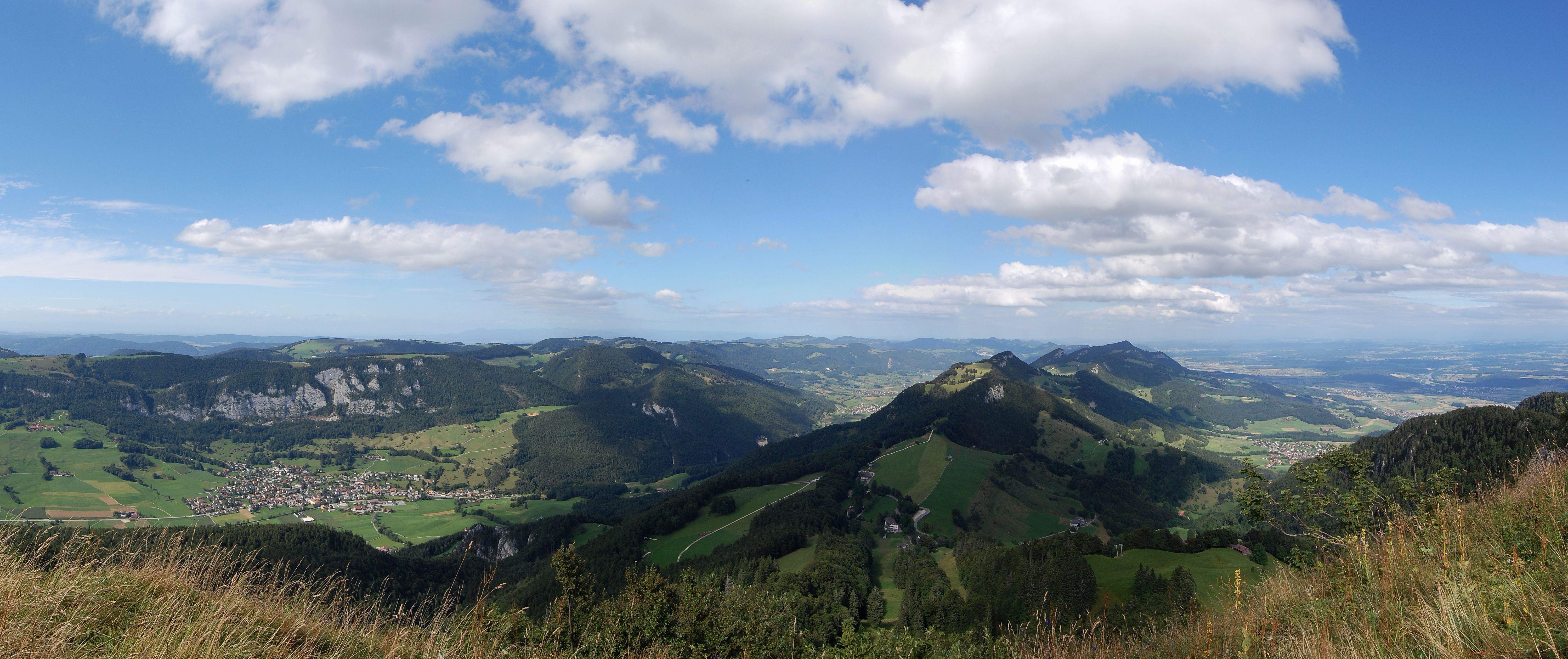
Aussicht von der Röti. Links ist Welschenrohr und in der Mitte der Balmberg zu erkennen
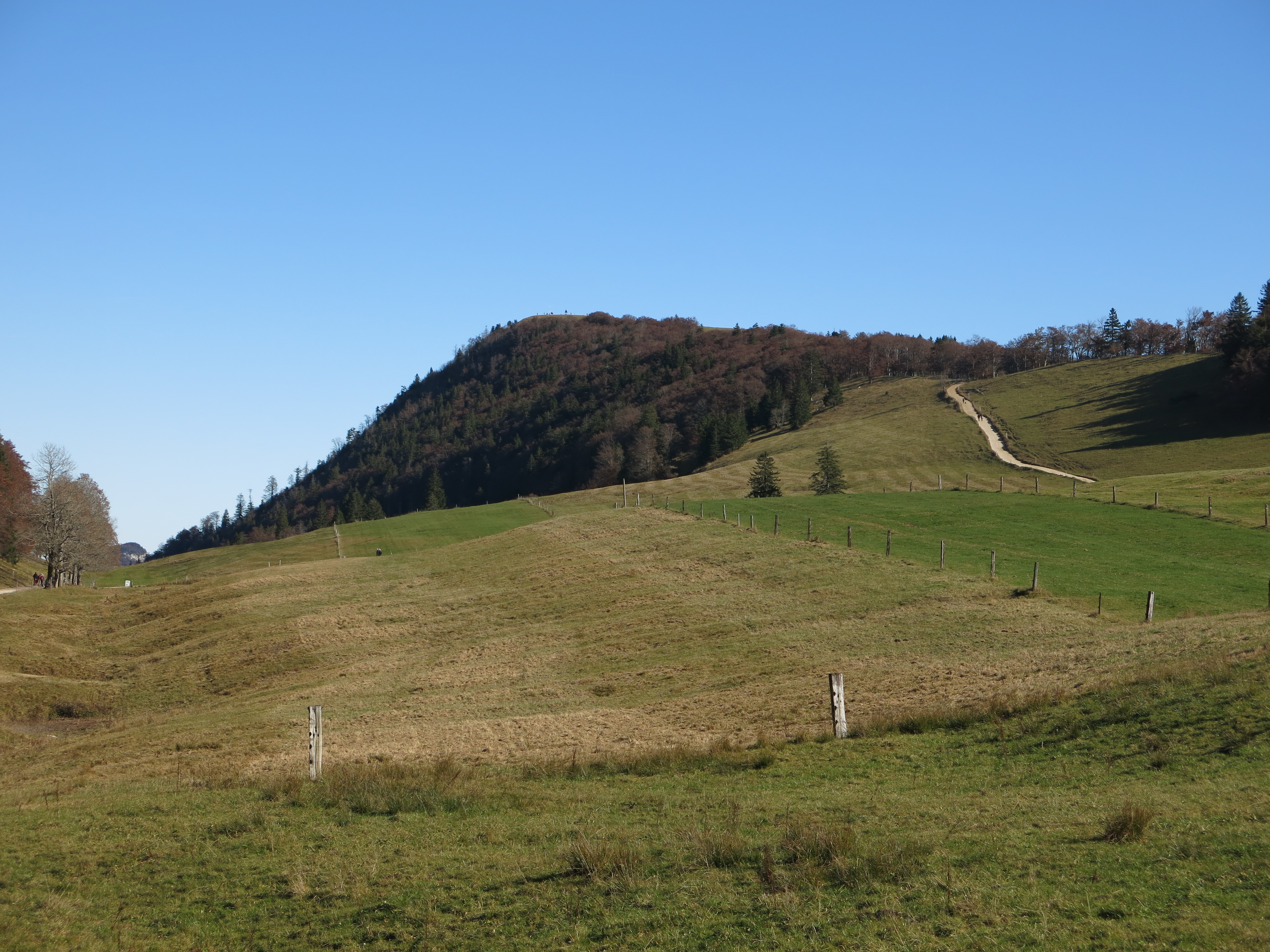
Die Röti vom Weissenstein aus gesehen.